# Paragodon paragoides
Paragodon paragoides är en tvåvingeart som beskrevs av Thompson 1969. Paragodon paragoides ingår i släktet Paragodon och familjen blomflugor. Inga underarter finns listade i Catalogue of Life.